# An ninh quốc gia
An ninh quốc gia là các biện pháp thực thi an ninh của một quốc gia, là sự cần thiết để duy trì sự tồn tại của quốc gia hay cụ thể là một chế độ tại một thời điểm nhất định thông qua việc sử dụng sức mạnh kinh tế, ngoại giao với bên ngoài, triển khai sức mạnh vũ trang của nhà nước hiện hành và quyền lực chính trị với bên trong đất nước (tùy theo quan điểm và trường phái còn xem việc triển khai lực lựng hoặc can thiệp ra bên ngoài là biện pháp đảm bảo an ninh quốc gia).
An ninh quốc gia còn là sự ổn định và phát triển bền vững của chế độ xã hội trong nước, trong đó đề cao: độc lập, chủ quyền, thống nhất, toàn vẹn lãnh thổ và các lợi ích quan trọng khác của một quốc gia. An ninh quốc gia đề cập đến sự yên ổn của một quốc gia, ở bên trong thì không có rối loạn, ở bên ngoài thì không bị các quốc gia khác quấy nhiễu, xâm phạm hoặc bị các thế lực thù địch đe dọa.
Một số khái niệm này được phát triển chủ yếu ở Hoa Kỳ sau khi chiến tranh thế giới thứ hai. Ban đầu tập trung vào sức mạnh quân sự, bây giờ nó bao gồm một loạt các khía cạnh, tất cả đều có tác động đến an ninh quân sự hay kinh tế không của dân tộc và các giá trị tán thành củaxã hội quốc gia. Theo đó, để sở hữu an ninh quốc gia, một quốc gia cần phải có an ninh kinh tế, an ninh năng lượng, an ninh môi trường, an ninh lương thực, trật tự an toàn xã hội..., mối đe dọa an ninh không chỉ kẻ thù truyền thống như các nước khác, mà còn các tổ chức phi chính phủ bạo lực, các tập đoàn ma túy, băng đảng tội phạm nguy hiểm, các tập đoàn đa quốc gia và các tổ chức phi chính phủ, một số đột biến bao gồm thiên tai và các sự kiện gây thiệt hại môi trường nghiêm trọng.

## Phân loại
- Phân loại theo lĩnh vực: an ninh quân sự, an ninh chính trị, an ninh kinh tế, an ninh môi trường, an ninh năng lượng, an ninh xã hội...
- Phân loại theo thời gian: an ninh truyền thống và an ninh phi truyền thống.